# Chapelle de Faubouloin
La chapelle de Faubouloin, appelée également Notre-Dame-du-Frêne ou Notre-Dame-de-Grâce de Faubouloin, est une chapelle située dans une forêt, au cœur du Morvan, près du hameau de Lorien sur le territoire de la commune de Corancy dans la Nièvre.

## Description
Cette chapelle a été bâtie dans la forêt des Coues, sur un petit plateau à une altitude de 520 m. Elle fait face à l'éperon barré du Fou de Verdun et surplombe la confluence des ruisseaux de la Montagne et de Griveau qui forment alors l'Houssière.
Orientée nord-est/sud-ouest, elle a la forme d'un rectangle de 20 m sur 7 m et dispose d'un toit d'ardoises surmonté d'un clocheton.
La partie nord-est de la chapelle, vraisemblablement la plus ancienne, accueille un autel de 6,50 m de long, et est constituée de murs de 1 m d'épaisseur avec un rentrant interne qui forment une séparation avec le reste du bâtiment. Le chevet présente par ailleurs les traces d'une fenêtre qui fut murée.
L'autre partie de la chapelle, plus récente, est constituée de murs épais de 60 cm et le pignon sud-ouest est percé de la porte principale en plein cintre.
La façade est possède également une petite porte en plein cintre disposant d'un encadrement de granit taillé.
Chaque façade est par ailleurs dotée d'une petite fenêtre.

## Histoire

### Étymologie
Le terme « Faubouloin » proviendrait de « Fou » ou « Fau » (hêtre en morvandiau) et du dieu gaulois « Belenos ».

### Historique
La porte principale de la chapelle porte la date de 1558, date supposée de sa construction.
Elle appartint au marquis de la Tournelle au XVIIe siècle qui pourrait avoir érigé son clocheton ; l'intérieur n'aurait quant à lui été pavé qu'en 1881.
La chapelle de Faubouloin fut un important site de pèlerinage, jusqu'au début du XIXe siècle, à l'occasion du lundi de Pâques et du 8 septembre, fête de la Nativité de la Vierge Marie.
Durant la Première Guerre mondiale, on a constaté que quelques centaines de fidèles se rendaient encore à ces pèlerinages.
De nos jours, une messe est encore célébrée chaque 15 août, fête de l'Assomption de Marie.
Cette chapelle fait l’objet d’une inscription au titre des monuments historiques depuis 1943.

## Légendes

### Légendes sur l'origine de la chapelle
Une des légendes raconte que des bûcherons ont découvert dans le creux d'un frêne, une statuette de la Vierge et qu'ils décidèrent de la porter en l'église de Corancy, à quelques kilomètres de là.
S'apercevant le lendemain qu'elle avait disparu, les habitants du village la cherchèrent et la retrouvèrent à l'endroit où elle avait été trouvée la veille.
On décida de l'emmener solennellement en charrette, mais l'attelage refusa d'avancer.
La statue s'adossa finalement d'elle-même contre un rocher sur lequel on construisit la chapelle.
Une variante prétend qu'un paysan conduisait ses bêtes à travers la forêt et s'aperçut que l'une d'elles refusait d'avancer et restait immobile devant un frêne. Le paysan découvrit dans celui-ci la statue de Notre-Dame-du-Frêne.
On voulut alors la déplacer dans l'église de Corancy, mais à mesure qu'on s'éloignait de l'arbre, la statue devenait si lourde que les bœufs n'ont pas pu continuer à traîner la charrette.
On laissa alors la statuette dans la forêt et on construisit une chapelle à cet endroit.

### Les 3 fontaines et leurs légendes

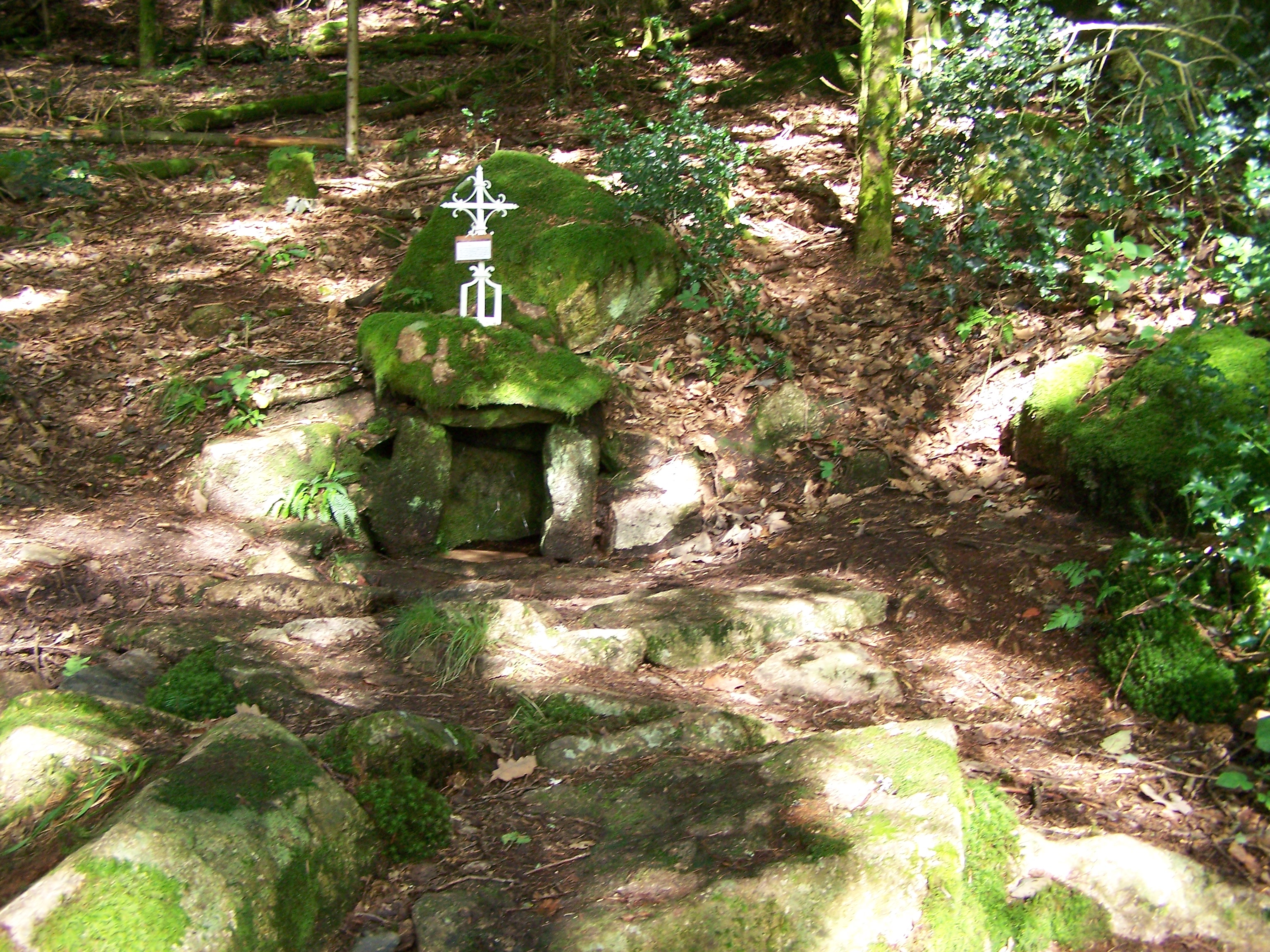
La fontaine Sainte-Marguerite

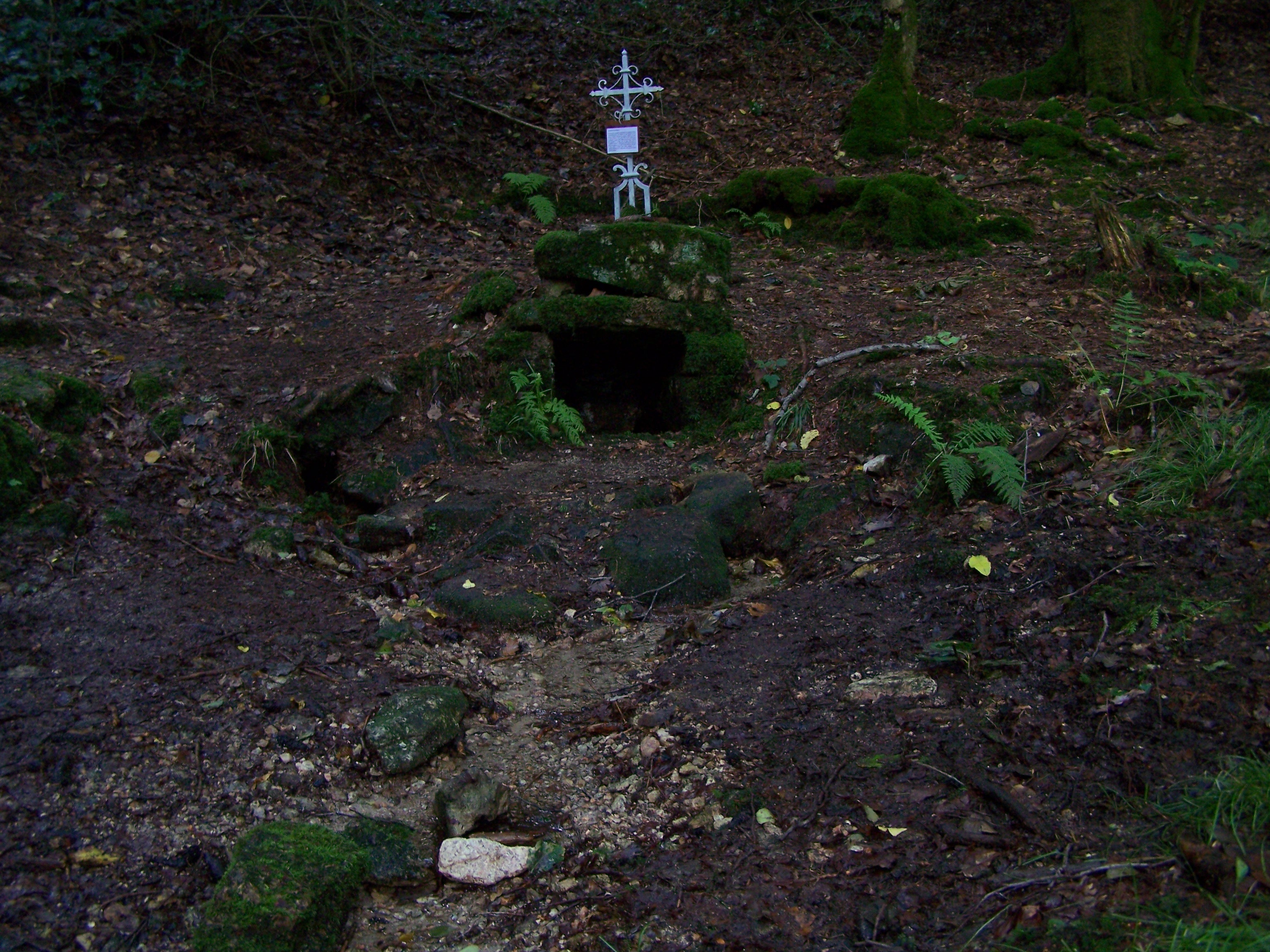
La fontaine du Frêne

On trouve à proximité de la chapelle 3 sources : la fontaine Sainte-Marie, la fontaine Sainte-Marguerite et la fontaine du Frêne.

#### Pouvoir de guérison

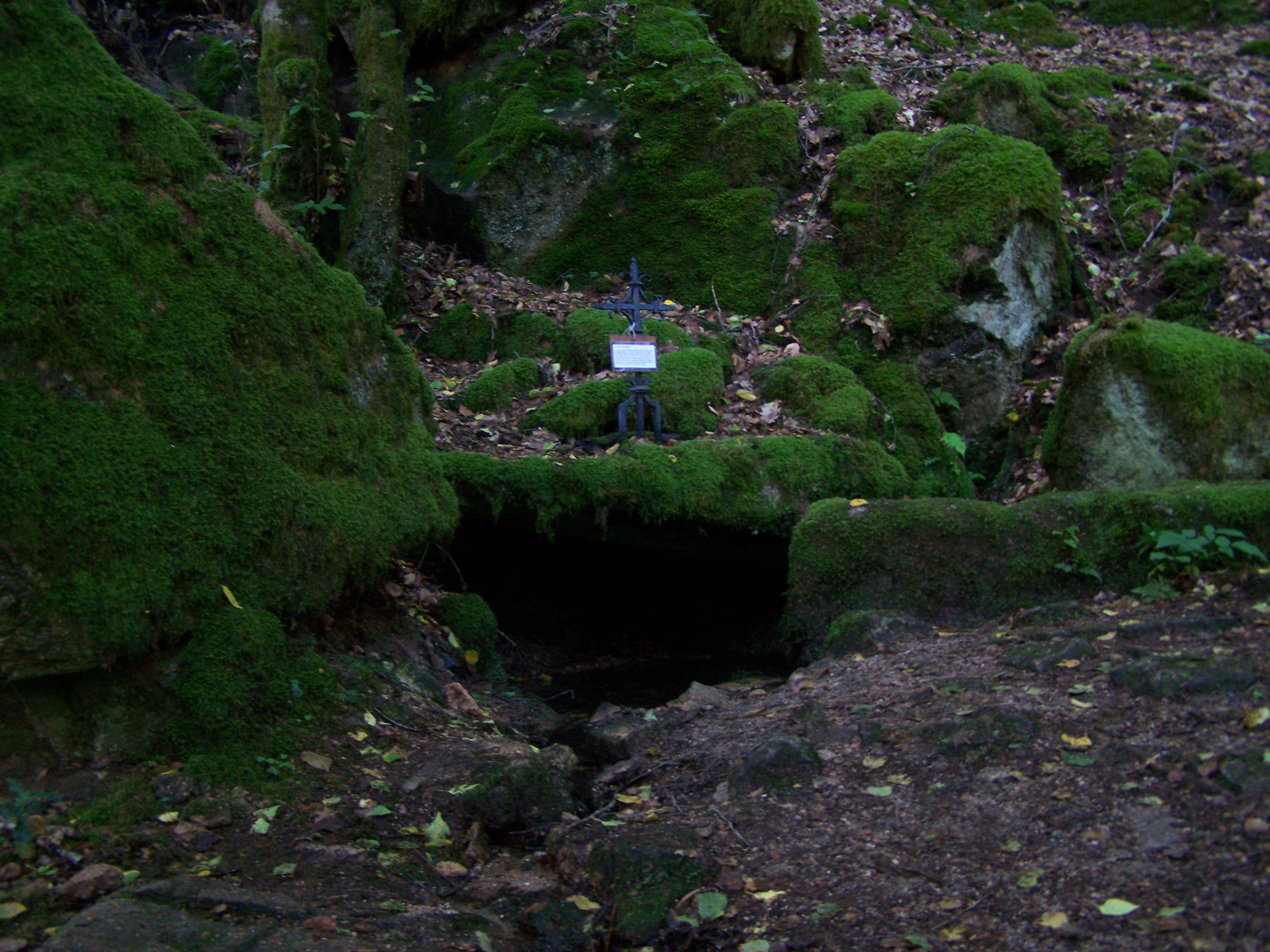
La fontaine Sainte-Marie
C'est la fontaine la plus proche de la chapelle. On lui prête un pouvoir divinatoire au sujet de la guérison d'un enfant.
Les femmes devaient y jeter un petit vêtement (un bonnet, un mouchoir ou une chemise). S'il coulait, il annonçait la mort de l'enfant, mais s'il surnageait, la guérison était proche.
Les femmes pouvaient aussi demander la protection des animaux domestiques en procédant à une offrande, notamment de la laine pour guérir des moutons, ou un gâteau de cire et de miel pour rappeler les abeilles.
La fontaine Sainte-Marguerite
On y prête également des vertus de guérison, notamment des bitous (personnes atteintes de chassie ou de conjonctivite, en morvandiau), des bavous (personnes atteintes d'hypersialorrhée ou de stomatite, en morvandiau) et des animaux. Elle apportait également la protection des femmes enceintes et de leur enfant à naître.
La fontaine du Frêne
Là encore, on lui attribue un pouvoir de guérison. Elle garantirait également le mariage des jeunes filles et la fécondité des femmes. Il suffisait alors de boire de son eau puis de planter, dans le frêne voisin, une épingle, une feuille de houx ou un clou. Le dernier frêne de la fontaine fait place de nos jours à un chêne.

#### Autre légende
Une autre légende prétend qu'en remplissant une bouteille avec les eaux de ces sources, à raison d'un tiers par source, et en faisant ensuite congeler cette bouteille, on peut y apercevoir la Vierge Marie.